# Сандалов, Леонид Михайлович
Леони́д Миха́йлович Санда́лов (10 апреля 1900, Вичуга, Костромская губерния — 23 октября 1987, Москва) — советский военачальник, генерал-полковник (23.08.1944). Во время Великой Отечественной войны возглавлял штабы армий и фронтов. Военный мемуарист и исследователь.

## Биография

### Детство и юность
Родился 28 марта (10 апреля) 1900 года в деревне Бисириха Кинешемского уезда Костромской губернии (в 1925 деревня Бисириха вошла в состав города Вичуга ныне Ивановской области) в семье ткачей. Закончил двуклассную начальную школу.
С 1913 по 1918 год работал на фабрике «Товарищество мануфактур Ивана Коновалова с сыном» сначала поверяльщиком пряжи, затем счетоводом.
В 1918 году возглавил в Бисирихе молодёжный культурно-просветительский кружок «Прогресс», который, кроме всего прочего, проводил работу, в дальнейшем названную «тимуровской» (помощь старым людям в заготовке дров, обработке огородов, борьба с картёжниками). Комсомолец с 1918 года.

### Во время гражданской войны
В апреле 1919 года по путёвке комсомола направлен в Красную Армию и поступил на командные курсы в Иваново-Вознесенске.
После их окончания участвовал в гражданской войне. В 1920 году воевал на Туркестанском и Южном фронтах, участвовал в боях в Заволжье, затем в Крыму против войск генерала П. Н. Врангеля». Командовал взводом и ротой, был батальонным адъютантом. В 28-й стрелковой дивизии служил вместе с будущими военачальниками Н. Ф. Ватутиным и А. Н. Боголюбовым.

### В период между войнами
С июня 1921 года служил в 3-й Казанской стрелковой дивизии: командир взвода 23-го стрелкового полка, с июня 1923 года — помощник командира роты 23-го стрелкового полка, с июля 1923 года — командир роты 23-го стрелкового полка, в августе-октябре 1923 года — помощник начальника штаба по оперативной части дивизии, с октября 1923 года — командир роты 9-го стрелкового полка, с ноября 1923 года — помощник начальника по учебно-мобилизационной части отдела штаба дивизии.
В 1926 году закончил Киевскую двухгодичную объединённую школу командиров им. С. С. Каменева.
С августа того же года — помощник командира роты 84-го стрелкового полка 28-й стрелковой дивизии. С октября 1926 по сентябрь 1927 года — помощник командира батальона. Октябрь 1927 — январь 1929 — помощник командира роты 82-го стрелкового полка. Февраль 1929 — май 1931 — командир роты 83-го стрелкового полка и начальник полковой школы.
В 1934 году закончил Военную академию имени М. В. Фрунзе.
С 1934 года — начальник штаба 1-го механизированного полка 1-й кавалерийской дивизии. С августа 1935 года по октябрь 1936 года — помощник начальника 1-го отделения 1-го отдела штаба Киевского военного округа.
В 1936—1937 годах — слушатель первого набора Академии Генерального штаба РККА, где учился на ставшем позднее знаменитым «маршальском курсе» (на нём учились 4 будущих Маршалов Советского Союза, 6 генералов армии, 8 генерал-полковников, 1 адмирал).
С сентября 1937 года по август 1940 года — начальник 1-го (оперативного) отдела штаба Белорусского военного округа. 4 ноября 1938 года присвоено воинское звание «полковник».
В сентябре 1939 года принимал участие в походе в Западную Белоруссию (в должности начальника оперативного отдела штаба Белорусского фронта).
В августе 1940 — июне 1941 года занимал должность начальника штаба 4-й армии Белорусского (Западного) особого военного округа.

### В годы Великой Отечественной войны
Участник Великой Отечественной войны с 22 июня 1941 года. С июня по август 1941 года полковник Сандалов — начальник штаба 4-й армии Западного фронта. Несмотря на отчаянное сопротивление многих частей, армия понесла огромный урон в Белостокско-Минском приграничном сражении.
8—24 июля 1941 года — временно исполняющий должность командующего 4-й армии Западного фронта в связи с арестом её командующего А. А. Коробкова. Под командованием Сандалова был приостановлен отход войск 4-й армии, в районе Пропойска создан рубеж обороны, с которого осуществлялись чувствительные контрудары против армии Гудериана (мифическое «контрнаступление двадцати дивизий Тимошенко» в воображении Гудериана). 25 июля был образован Центральный фронт, штаб которого был создан на базе управления штаба 4-й армии. Сама 4-я армия была расформирована, войска переданы в состав 13-й армии Центрального фронта.
В июле—августе 1941 года — начальник штаба Центрального фронта, который в это время проводил Гомельскую оборонительную операцию. С 28 августа по 13 октября 1941 года — начальник оперативного отдела штаба Брянского фронта. Во время Рославльско-Новозыбковской наступательной операции руководил действиями южного фланга войск фронта со вспомогательного пункта управления. С 14 октября по 28 ноября 1941 года — начальник штаба Брянского фронта. Там ему пришлось руководить выводом войск из окружения и восстановлением линии обороны после поражения войск фронта в Орловско-Брянской оборонительной операции на первом этапе битвы за Москву.
С 29 ноября 1941 по сентябрь 1942 года — начальник штаба 20-й армии Западного фронта. Опираясь на воспоминания Л. М. Сандалова, многие исследователи утверждают, что на его плечи легла вся тяжесть одновременно и формирования армии, и организации её военных действий. Так, в книге «На московском направлении», впервые изданной в 1970 году (когда ещё были живы многие участники битвы под Москвой, которые в случае искажения фактов могли бы уличить в этом мемуариста) говорится, что с 29 ноября по 21 декабря 1941 года полковник Сандалов исполнял обязанности командующего 20-й армией Западного фронта (ввиду отсутствия болевшего генерала А. А. Власова), и под фактическим руководством полковника Сандалова 20-я армия освободила Красную Поляну (самый близкий к Москве населённый пункт, захваченный немецкой армией), Солнечногорск, Волоколамск. Однако, согласно исследованию А. В. Исаева, если А. А. Власов и болел в этот период, то расположения штаба на длительное время не покидал. Подпись Сандалова на приказах сопровождалась подписью командующего армией А. А. Власова, таким образом, по мнению А. В. Исаева, Сандалов занимался в этот период исключительно своими обязанностями начальника штаба 20-й армии. Но точка зрения А. Исаева противоречит документу августа 1942 года, — наградному листу о представлении Сандалова к ордену Красного Знамени, — свидетельствующему в изложении боевых заслуг об умелой не только разработке, но и организации боевых операций в боях за Красную Поляну, Солнечногорск и Волоколамск. Кроме того, наличие подписи Власова на приказах по армии объясняется в письме Л. М. Сандалова на имя маршала М. В. Захарова от декабря 1964 года.
За умелом руководство войсками 20-й армии в ходе Московской битвы 27 декабря 1941 года полковнику Л. М. Сандалову было присвоено воинское звание «генерал-майор».
С 4 августа по 23 августа 1942 года 20-я армия принимала участие в Погорело-Городищенской операции (часть Первой Ржевско-Сычёвской операции). За талантливое руководство боями командующий армии генерал Рейтер и начальник штаба генерал Сандалов были награждены орденом Ленина.
С сентября 1942 по октябрь 1943 года Л. М. Сандалов — начальник штаба Брянского фронта. В это время фронт вёл оборонительные действия и наносил ряд контрударов локального значения севернее Воронежа, участвовал в Воронежско-Касторненской, Малоархангельской, Орловской и Брянской наступательных операциях. 
14 февраля 1943 года присвоено воинское звание генерал-лейтенанта. В августе 1943 года награждён полководческим орденом Кутузова I степени.
С октября 1943 по март 1945 года — начальник штаба 2-го Прибалтийского фронта (сформированного на базе Брянского фронта). На этой должности провёл ряд частных наступательных операций на витебско-полоцком направлении в ноябре-декабре 1943 года, Старорусско-Новоржевскую, Режицко-Двинскую, Мадонскую, Рижскую наступательные операции. С октября 1944 года фронт участвовал в блокаде Курляндской группировки противника.
В марте-мае 1945 года — начальник штаба 4-го Украинского фронта, который тогда проводил Моравско-Остравскую наступательную операцию. Завершил войну участием в Пражской стратегической наступательной операции.

### В послевоенные годы
В июле 1945 — июне 1946 годов — начальник штаба Прикарпатского военного округа.
В 1946—1947 годах — начальник оперативного управления — заместитель начальника Главного штаба Сухопутных войск.
В июле 1947 — июле 1953 годов — начальник штаба — 1-й заместитель командующего войсками Московского военного округа.
В 1951 году Л. М. Сандалов попал в авиакатастрофу, перенёс несколько хирургических операций. Стал инвалидом, потеряв способность передвигаться.
В 1953—1955 годах в распоряжении министра обороны СССР, а с сентября 1955 года — в запасе по болезни.
В 1960—1980-х годах писал военные мемуары, очерки и статьи.
Скончался 23 октября 1987 года. Похоронен в Москве на Кунцевском кладбище.

## Награды
- 3 ордена Ленина (30.01.1943, 21.02.1945, 14.04.1970);[11]
- Орден Октябрьской революции (9.04.1980)[12]
- 4 ордена Красного Знамени (12.04.1942, 21.04.1943, 3.11.1944, 15.11.1950)
- Орден Суворова I степени (31.05.1945)
- Орден Кутузова I степени (27.08.1943)
- Орден Отечественной войны I степени (11.03.1985)
- Орден Красной Звезды (22.02.1941)
- медали СССР

иностранные награды
- Орден Красной Звезды (ЧССР, 30.04.1970)
- ещё 4 иностранных ордена и медали

## Оценки и мнения
Многие коллеги и современники высоко отзывались о профессиональных качествах Л. М. Сандалова. В частности, Маршал Советского Союза Г. К. Жуков вспоминал:

Должен отметить исключительную оперативную грамотность и умение чётко спланировать наступательные действия, организовать систему управления войсками начальника штаба фронта генерала Л. М. Сандалова. Знал я его ещё со времени битвы под Москвой, где он исполнял должность начальника штаба 20-й армии. Это был один из наиболее способных наших начальников штабов, глубоко разбиравшийся в оперативно-стратегических вопросах.
— Г. К. Жуков, «Воспоминания и размышления»
Маршала Советского Союза С. С. Бирюзова уже в первую их встречу в июле 1941 года под Гомелем Сандалов поразил своей вдумчивостью, спокойствием и тактом:

Для меня он и поныне остаётся неким эталоном начальника штаба крупного войскового объединения, уверенного в себе, рассудительного, не теряющего присутствия духа в самой трудной обстановке.
— Бирюзов С. С., «Когда гремели пушки»

Его самообладание, рассудительность, умение сочетать пребывание в войсках с работой в штабе были хорошо известны всем. Всегда выделялся он и как специалист по штабной документации.
— генерал армии С. М. Штеменко, «Генеральный штаб в годы войны»

## Память
- Почётный гражданин городов Вичуги, Кобрина (1966) и Риги.
- Бюст генерала Сандалова на малой родине — в г. Вичуга. Установлен в 2015 году (автор — член Союза художников А. А. Смирнов-Панфилов).
- Памятная доска в Москве на доме, где жил Л. М. Сандалов. Установлена в 2007 году (автор — народный художник Российской Федерации С. А. Щербаков).
- Улица Генерала Сандалова в Москве (названа в феврале 2017 года).
- Мемориальная доска Л. М. Сандалову на доме № 10 на Октябрьской площади в Волоколамске.

## Труды
- Сандалов Л. М. Погорело-Городищенская операция. — М., 1960.
- Сандалов Л. М. Пережитое. — М.: Воениздат, 1961. — 192 с. — (Военные мемуары). Архивировано 13 марта 2010 года.
- Сандалов Л. М. Боевые действия войск 4-й армии в начальный период Великой Отечественной войны. — М., 1961. — 15 000 экз.
- Сандалов Л. М. Трудные рубежи. — М.: Воениздат, 1965. Архивировано 13 марта 2010 года.
- Сандалов Л. М. На московском направлении. — М.: Наука, 1966. — (Вторая мировая война в исследованиях, воспоминаниях, документах).
- Сандалов Л. М. После перелома. — М., 1983.
- Сандалов Л. М. Первые дни войны: Боевые действия 4-й армии 22 июня — 10 июля 1941 года. — М., 1989.
- Сандалов Л. М. 1941. На московском направлении. — М.: Вече, 2010. — 576 с. — (Военные тайны XX века). — 5000 экз. — ISBN 978-5-9533-4560-6.
- Сандалов Л. М. Грозные июньские дни // Буг в огне. — Минск: Беларусь, 1965. С. 135—147 //
- Сандалов Л. М. Стояли насмерть [главы из книги «Боевые действия войск 4-й армии в начальный период Великой Отечественной войны»] // Военно-исторический журнал. — 1988 — № 10, 11, 12; 1989. — № 2.